# Playtone
Playtone, o The Playtone Company, è una casa di produzione cinematografica e televisiva statunitense fondata nel 1998 da Tom Hanks e il produttore Gary Goetzman, dedicata principalmente alla produzione dei progetti cinematografici d'attore del primo. Prende il nome da un'etichetta discografica fittizia presente nel film di Hanks Music Graffiti (1996). Tramite la vera Playtone Records, pubblica anche colonne sonore delle proprie produzioni e di altri film.

## Filmografia

### Cinema
- Cast Away, regia di Robert Zemeckis (2000)
- Il mio grosso grasso matrimonio greco (My Big Fat Greek Wedding), regia di Joel Zwick (2002)
- Polar Express (The Polar Express), regia di Robert Zemeckis (2004)
- Ant Bully - Una vita da formica (The Ant Bully), regia di John A. Davis (2006)
- Il quiz dell'amore (Starter for 10), regia di Tom Vaughan (2006)
- La guerra di Charlie Wilson (Charlie Wilson's War), regia di Mike Nichols (2007)
- The Great Buck Howard, regia di Sean McGinly (2008)
- Mamma Mia!, regia di Phyllida Lloyd (2008)
- Ember - Il mistero della città di luce (City of Ember), regia di Gil Kenan (2008)
- Le mie grosse grasse vacanze greche (My Life in Ruins), regia di Donald Petrie (2009)
- Nel paese delle creature selvagge (Where the Wild Things Are), regia di Spike Jonze (2009)
- L'amore all'improvviso - Larry Crowne (Larry Crowne), regia di Tom Hanks (2011)
- Parkland, regia di Peter Landesman (2013)
- Il mio grosso grasso matrimonio greco 2 (My Big Fat Greek Wedding 2), regia di Kirk Jones (2016)
- Aspettando il re (A Hologram for the King), regia di Tom Tykwer (2016)
- The Circle, regia di James Ponsoldt (2017)
- Mamma Mia! Ci risiamo (Mamma Mia! Here We Go Again), regia di Ol Parker (2018)
- Greyhound - Il nemico invisibile (Greyhound), regia di Aaron Schneider (2020)
- Notizie dal mondo (News from the World), regia di Paul Greengrass (2020)
- Elvis, regia di Baz Luhrmann (2022)
- Non così vicino (A Man Called Otto), regia di Marc Forster (2022)

### Televisione
- Band of Brothers - Fratelli al fronte (Band of Brothers) – miniserie TV, 10 puntate (2001)
- My Big Fat Greek Life – serie TV, 7 episodi (2003)
- Big Love – serie TV, 51 episodi (2006-2011)
- John Adams – miniserie TV, 7 puntate (2008)
- The Pacific – miniserie TV, 10 puntate (2010)
- Game Change, regia di Jay Roach – film TV (2012)
- The Sixties – miniserie TV, 10 puntate (2014)
- Olive Kitteridge – miniserie TV, 4 puntate (2014)
- The Seventies – miniserie TV, 8 puntate (2015)
- The Eighties – miniserie TV, 7 puntate (2016)
- The Nineties – miniserie TV, 7 puntate (2017)
- The 2000s – miniserie TV, 7 puntate (2018)
- The Movies – miniserie TV, 6 puntate (2019)
- The 2010s – miniserie TV, 7 puntate (2023)
- Masters of the Air - miniserie TV, 9 episodi (2024)